# Campeonato Sul-Americano de Clubes de Basquete Feminino de 2009
O Campeonato Sul-Americano Feminino de Clubes de 2009 foi a 15º edição do torneio, sendo a 1ª competição sob o comando da FIBA, depois de uma interrupção de 7 anos. A cidade de Quito foi mais a sede do torneio e a equipe brasileira de Ourinhos se sagrou campeão em cima da equipe equatoriano do U.T.E. na grande final.